# Hradec Králové
Pour les articles homonymes, voir Hradec.
Hradec Králové ( ; en latin Hradecz Reginae ; en allemand : Königgrätz — littéralement « le château des rois ») est une ville de la Tchéquie et le chef-lieu de la région de Hradec Králové au nord-est de la Bohême. Sa population s'élevait à 94 311 habitants en 2025.
Le centre historique de Hradec Králové est placé sous la protection du patrimoine. Le 3 juillet 1866 allait se livrer, près de la ville, la bataille de Sadowa, affrontement décisif de la guerre austro-prussienne.

## Géographie
Hradec Králové est située au pied sud des monts des Géants, au confluent de l'Elbe et de la rivière Orlice. Le centre-ville se trouve à 20 km au nord-nord-est de Pardubice, à 83 km au sud-est de Liberec et à 101 km à l'est de Prague.

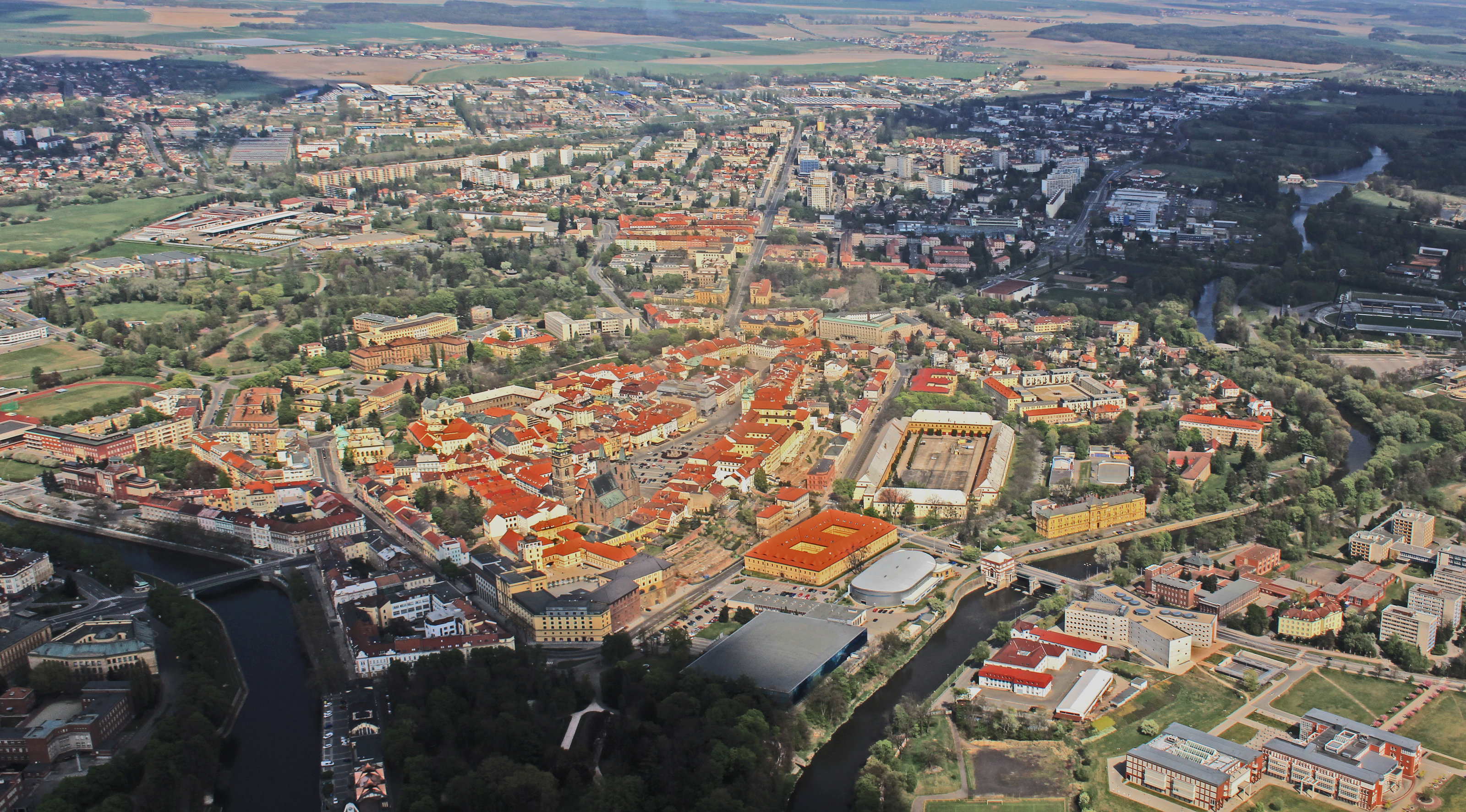
Vieille ville : vue aérienne.
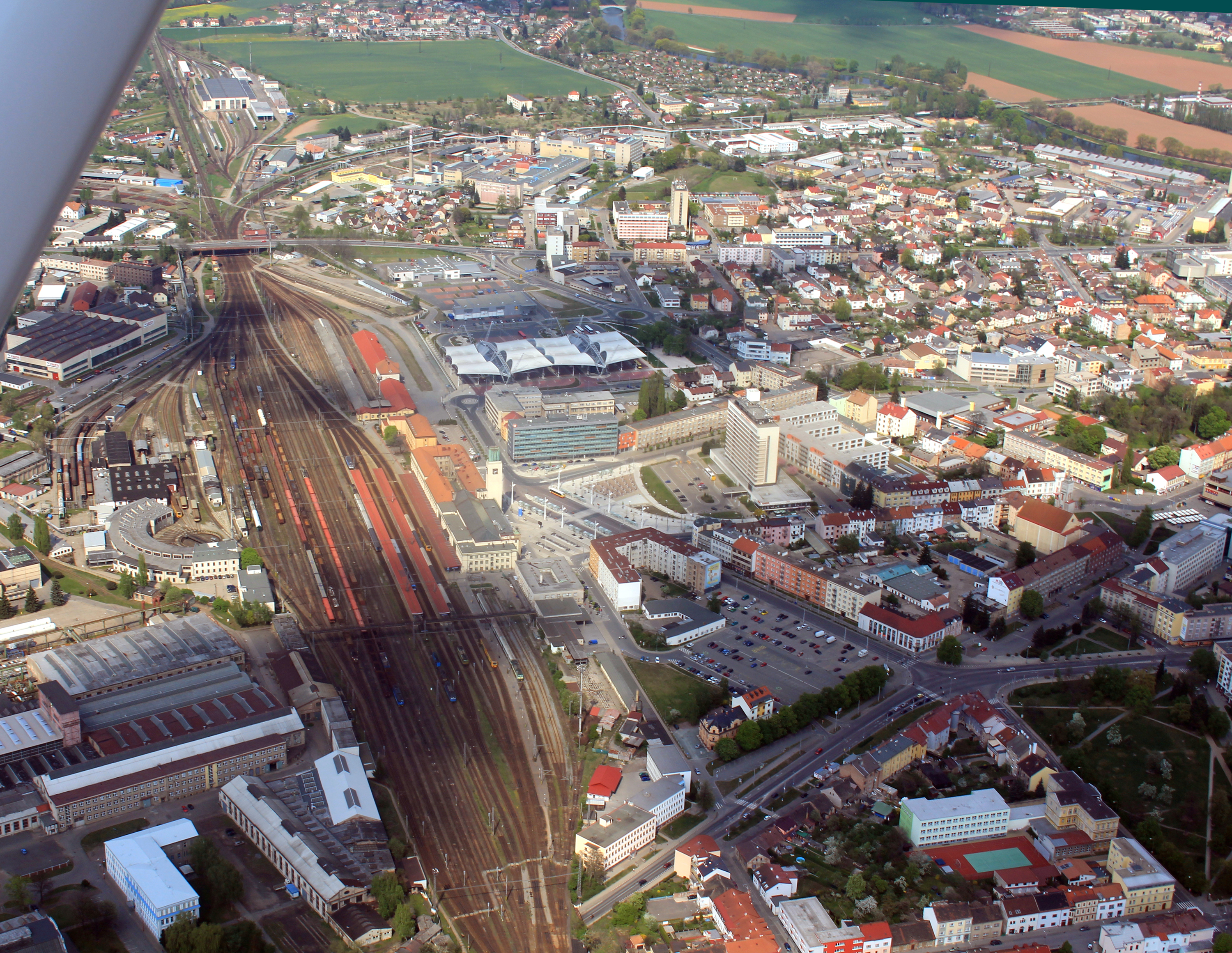
Quartier de la gare.

La commune est limitée par Světí, Předměřice nad Labem, Lochenice et Skalice au nord, par Černilov, Divec, Blešno et Běleč nad Orlicí à l'est, par Býšť, Vysoká nad Labem, Opatovice nad Labem au sud, et par Praskačka, Stěžery et Všestary à l'ouest.

## Histoire
La ville est située au centre d'une région très fertile le long d'un des chemins de commerce appelés « la route d'or » ; de nombreux bâtiments y ont un intérêt historique et architectural. À l'origine Hradec Králové, une des localités les plus anciennes de la Tchéquie, s'appelait uniquement Hradec (« le château »), un bourg fortifié cité pour la première fois en 1062. À cette époque il faisait partie du duché de Bohême sous le règne des Přemyslides. En 1225, le fort de Hradec est élevé au rang de ville royale. Králové (c'est-à-dire « de la reine ») est ajouté quand elle devient une des villes du douaire d'Élisabeth Ryksa, l'épouse du roi Venceslas II, qui, après le décès de son deuxième mari Rodolphe Ier de Bohême en 1307, y a vécu près de trente ans.
La cathédrale de Hradec Králové a été fondée en 1303 par la reine Élisabeth Ryksa et l'église Saint-Jean, construite en 1710, occupe l'emplacement du vieux château. Au XVe siècle, Hradec Králové est la première des villes à se déclarer pour la cause nationale pendant les croisades contre les hussites ; le chef militaire Jan Žižka y fut inhumé en 1424. À partir de 1526, la ville royale appartenait aux domaines de la monarchie de Habsbourg. Elle reste un douaire jusqu'en 1620.
Pendant la guerre de Trente Ans, après la bataille de la Montagne Blanche (1620), une grande partie de la population protestante la quitte. En 1639, elle est occupée et pillée pendant huit mois par des troupes suédoises. La ville est devenue un siège épiscopal catholique en 1664. Plusieurs églises et couvents protestantes sont ensuite démolis pour laisser la place aux fortifications érigées sous l'empereur Joseph II d'Autriche à la fin du XVIIIe siècle.
Jusqu'en 1918, Hradec Kralove - Königgrätz fait partie de l'empire d'Autriche, puis d'Autriche-Hongrie (Cisleithanie après le compromis de 1867), et le chef-lieu du district de même nom, l'un des 94 Bezirkshauptmannschaften en Bohême. Le 3 juillet 1866, le village de Sadová au nord-ouest de la ville a été le lieu de la bataille de Sadowa, où l'armée prussienne a battu les troupes autrichiennes et saxonnes. La forteresse de Hradec Kralove est finalement démantelée en 1884. Un bureau de poste est ouvert à la gare en 1895. Après la Première Guerre mondiale, la ville a été intégrée dans la nouvelle République tchécoslovaque.

## Population
Recensements (*) ou estimations de la population :
| 1870*  | 1881*  | 1891*  | 1901*  | 1911*  | 1921*  | 1930*  | 1950*  | 1961*  |
| ------ | ------ | ------ | ------ | ------ | ------ | ------ | ------ | ------ |
| 18 884 | 24 230 | 25 236 | 29 310 | 35 675 | 39 151 | 50 137 | 57 118 | 66 608 |

| 1970*  | 1980*  | 1991*  | 2001*  | 2014   | 2015   | 2016   | 2017   | 2018   |
| ------ | ------ | ------ | ------ | ------ | ------ | ------ | ------ | ------ |
| 80 463 | 96 145 | 99 917 | 97 155 | 92 904 | 92 808 | 92 891 | 92 929 | 92 917 |

| 2019   | 2020   | 2021   | 2022   | 2023   | 2024   | 2025   | - | - |
| ------ | ------ | ------ | ------ | ------ | ------ | ------ | - | - |
| 92 742 | 92 939 | 92 683 | 90 596 | 93 506 | 93 906 | 94 311 | - | - |

## La vieille ville

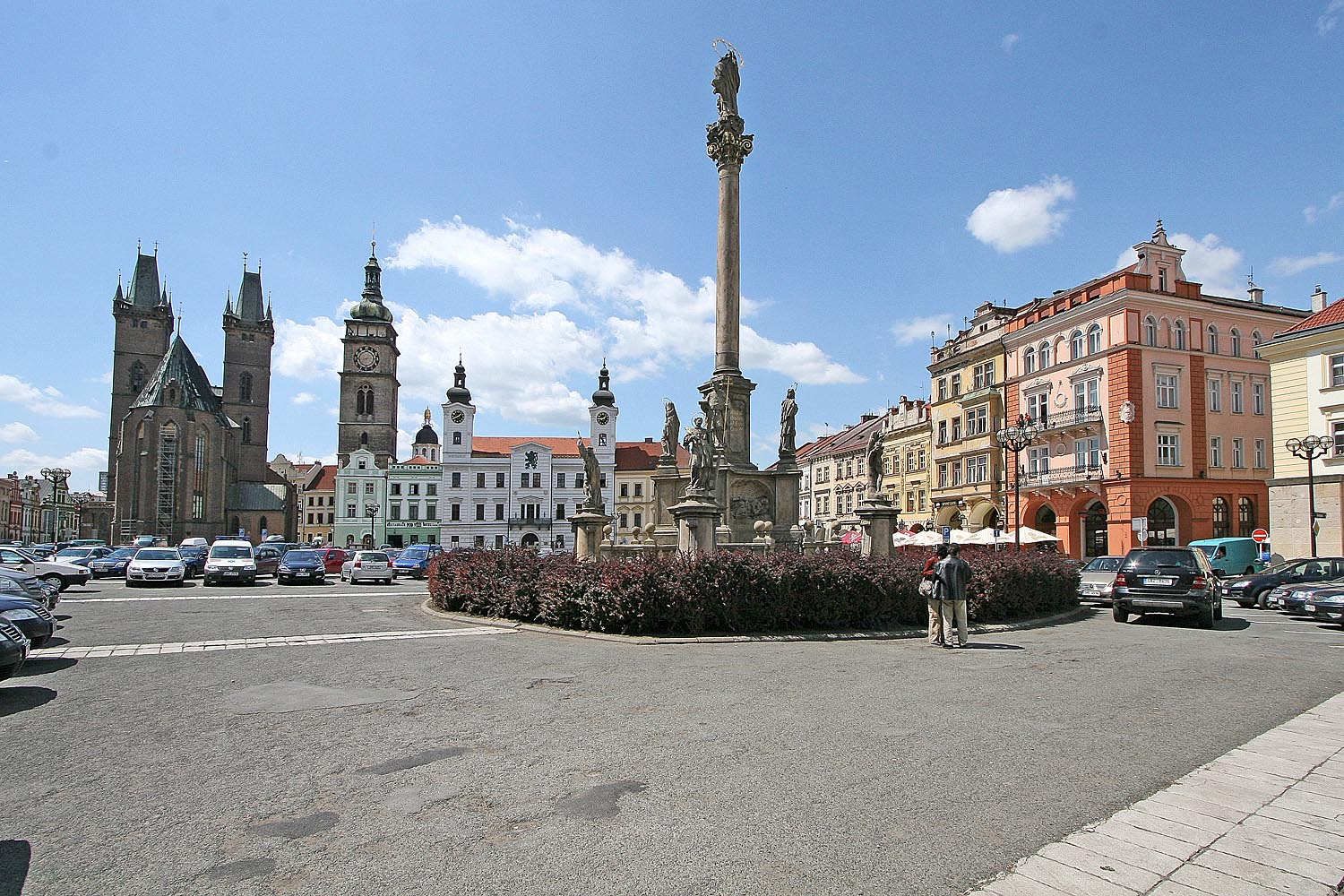
La grande place avec la cathédrale gothique et la Tour blanche (Bílá věž).
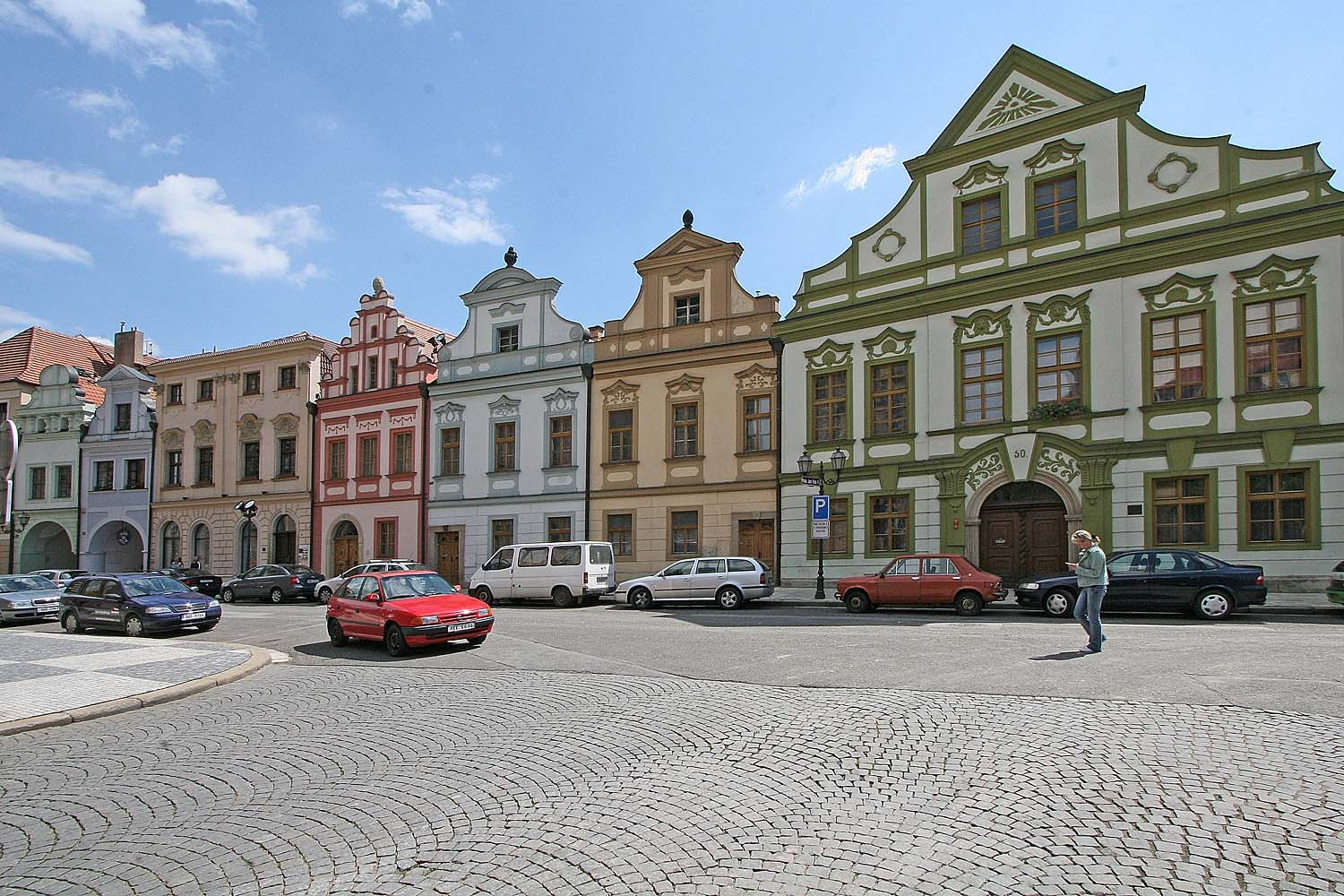
Maisons dans la vieille ville.

La place Velké náměstí (Grande Place) de forme triangulaire, est le centre du vieux noyau urbain. On y trouve entre autres la chapelle Saint-Clément, l’église du Saint-Esprit (1307) et la Tour blanche, l’église Sainte-Marie (XVIIe siècle) et une galerie importante d’art moderne, la galerie Moderního Umění. Un bâtiment de trois étages a été dessiné par l’architecte praguois disciple du Jugendstil Osvald Polívka. On trouve également sur la place une colonne de la Vierge (1714) et un monument Jugendstil avec un hydrographe, un thermomètre et un baromètre.

## Le salon de la République
František Ulrich, maire de Hradec Králové de 1895 à 1929 joue un rôle majeur dans le renouveau de la ville au début du XXe siècle. Il convainc d'importants architectes d'y participer.
Jan Kotěra dresse alors des projets pour des bâtiments. Son œuvre la plus importante est le musée régional (1909-1912). Citons aussi l'hôtel Okresní dům.
Josef Gočár, disciple de Jan Kotěra offre à Hradec Králové son plan d'urbanisme et de nombreuses réalisations :
- L'escalier de l'église Notre-Dame en 1910 remplace la tour Kropáčka démolie.
- La place Jan Hus, plus tard Tomáš Masaryk
- Hôtel de Région (Okresní dům) 1924-25
- Lycée d'État (Státní gymnázium) 1924-27 (sculpture du Vainqueur par J. Štursa)
- École technique (Koželužská škola, aujourd'hui strojnická průmyslovka škola) 1923-24
- École communale (Obecné a měšťanské školy) 1925-27
- École maternelle (Mateřská škola) 1926-27
- Temple protestant (Ambrožův sbor církve československé) 1926-29
- Plan d'occupation des sols (Regulační plán) 1926-28
- Bureaux pour la direction des Chemins de fer tchécoslovaques, 1927-32, sur la place Ulrich.
- Restauration du pont Tyrš, 1931-33
- L'école nationale de tannerie

Václav Rejchl continue le travail de Josef Gočár, avec des bâtiments tels que :
- Le palais de justice (1933-34)
- La nouvelle gare (1929-1935)

František Sander (cs) développe la petite centrale hydroélectrique de Hučák (1909).
Pendant ces années, la ville se développe rapidement. En raison de ses nombreux bâtiments à l'architecture moderne, Hradec Králové a reçu le surnom de « Salon de la République ». La Seconde Guerre mondiale arrête brusquement cette évolution.

## La ville actuelle
Entourant le vieux centre, les murs urbains sont bordés de parcs qui fournissent les espaces verts nécessaires.
Entre la vieille ville et l'arrêt de bus, sur les rives de l'Elbe, se trouvent des rues commerçantes avec entre autres un « Irish pub » et des succursales de boutiques de mode étrangères.
Hradec Králové est une ville universitaire avec l'université de Hradec Králové et les départements de médecine et de pharmacie de l'université Charles de Prague installés ici.

## Économie
Selon Martin Dvořák, maire de la ville, Hradec Králové n'a jamais été une ville industrielle, mais un centre commercial et financier. Cependant, un fabricant d'ULM et d'avions en kit, TL–Ultralight (en), y est installé depuis 1989.

## Transports
Par la route, Hradec Králové se trouve à 23 km de Pardubice, à 40 km de Náchod, à 99 km de Liberec et à 119 km de Prague. Hradec Králové est desservie par deux autoroutes : 
- l'autoroute D11 vers Prague à l'ouest et vers Liberec au nord-est ; elle contourne Hradec Králové par l'ouest et forme une section de la route européenne 67 ou Via Baltica, qui relie Prague à Náchod et à Wrocław, en Pologne.
- l'autoroute D35 vers Olomouc, au sud-est.

## Personnalités
- Karel Rokitansky (1804-1878), médecin pathologiste, homme politique et philosophe autrichien.
- Rudolf Lodgman von Auen, homme politique allemand d'origine sudète.
- Bohuslav Balbín (1621-1688), réformateur.
- Zbyněk Hejda (1930-2013), poète.
- Jan Hrdina (né en 1976), joueur de hockey sur glace
- Karel Jaromír Erben (1811-1870), écrivain, poète et historien des chansons et contes populaires.
- Bohumil Vazac (1913-2003), militaire, Compagnon de la Libération.
- Otakar Vávra (1911-2011), cinéaste
- Dominik Duka (né en 1943), cardinal-archevêque émérite de Prague
- Kateřina Siniaková (née en 1996), joueuse de tennis
- Filip Hronek (né en 1997), joueur de hockey sur glace

## Jumelage
La ville de Hradec Králové est jumelée avec :
| Ville | Ville            | Pays | Pays      | Période                     |
| ----- | ---------------- | ---- | --------- | --------------------------- |
|       | Alexandrie,      |      | Italie    | depuis le 7 avril 1961      |
|       | Arnhem,          |      | Pays-Bas  | depuis 1992                 |
|       | Banská Bystrica, |      | Slovaquie | depuis 1950                 |
|       | Gießen,          |      | Allemagne | depuis le 26 mai 1990       |
|       | Kaštela,         |      | Croatie   | depuis le 18 mars 1992      |
|       | Kronstadt        |      | Russie    | depuis le 19 novembre 2019  |
|       | Metz,            |      | France    | depuis le 1er décembre 2001 |
|       | Székesfehérvár   |      | Hongrie   |                             |
|       | Tchernihiv,      |      | Ukraine   | depuis le 3 septembre 2010  |
|       | Wałbrzych,       |      | Pologne   | depuis le 6 novembre 1991   |
|       | Wrocław,         |      | Pologne   | depuis le 16 juin 2003      |